# گیش‌ماهی پشت‌قهوه‌ای
گیش‌ماهی پشت‌قهوه‌ای (نام علمی: Carangoides praeustus) نام یک گونه از سرده گیش‌ماهی‌های گرمسیری است.